# Brachyachne ambigua
Brachyachne ambigua är en gräsart som beskrevs av Jisaburo Ohwi. Brachyachne ambigua ingår i släktet Brachyachne och familjen gräs.
Artens utbredningsområde är Java. Inga underarter finns listade i Catalogue of Life.